# Insurrezione islamica nel Maghreb
Con Insurrezione islamica nel Maghreb si intende l'insieme delle operazioni di gruppi che si rifanno al terrorismo islamista nel territorio del Maghreb e del Sahel, nell'Africa Nord-Occidentale, negli anni dal 2002 in poi.
Nel 2003, assieme al loro alleato regionale, l'Algeria, gli Stati Uniti hanno lanciato il “secondo fronte” della guerra al terrore attraverso le regioni del Sahel nel deserto del Sahara, che avrebbero ospitato islamisti in fuga dall'Afghanistan.

## La caccia al GSPC nel Sahara
Il punto di svolta era stata la presa in ostaggio di 32 turisti nel Sahara algerino, nel marzo 2003, attribuita al Gruppo Salafita per la Predicazione e il Combattimento (GSPC). Il GSPC avrebbe tenuto gli ostaggi in due gruppi, a distanza di 300 chilometri l'uno dall'altro; l'esercito algerino avrebbe liberato uno dei due gruppi in maggio, mentre l'altro gruppo si sarebbe rifugiato in Mali e avrebbe rilasciato gli ostaggi in agosto dietro il pagamento di 5 milioni di euro di riscatto. Entro la fine di gennaio 2004, le forze algerine e maliane sostenevano di aver stanato il GSPC dal Mali e averlo inseguito fino al massiccio del Tibesti in Ciad, dove in tre giorni di battaglia avrebbero ucciso 43 terroristi; il loro capo Saifi Ammari, detto Aberrazak “El Para”, sarebbe sfuggito, finendo ostaggio nelle mani dei ribelli ciadiani, e attraverso mediazione libica riconsegnato poi in ottobre all'Algeria, dove era stato già condannato all'ergastolo in contumacia. L'apporto americano all'operazione militare, inizialmente smentito, venne poi quantificato dal dipartimento di Stato in 100 soldati e un velivolo di supporto, oltre ad un carico di equipaggiamento fornito all'esercito del Ciad.

## L'attacco alle installazioni militari in Mauritania (2005)
Nel 2005 le esercitazioni semestrali congiunte tra l'esercito americano e gli stati amici si sono svolte in Mauritania. Pochi giorni prima del loro avvio, 15 soldati mauritani sono morti in un attacco alla base militare Lemgheity, sul confine con l'Algeria e il Mali.
Le autorità della Mauritania hanno incolpato il GSPC; tuttavia molti dubitano della responsabilità del GSPC, per le sue scarse capacità di portare attacchi su larga scala, e per motivi strategici: proprio in Mauritania il GSPC gode di un rifugio tranquillo. Giornalisti locali hanno accusato di non aver avuto accesso ai feriti negli ospedali, e di non aver potuto verificare i rapporti ufficiali. Sembra plausibile l'implicazione dei servizi segreti algerini (DRS) nell'azione, al fine di migliorare la posizione algerina come partner nella “guerra al terrore” e per coinvolgere maggiormente gli Stati Uniti nella regione.

## Punto di vista americano
Il “Fronte del Sahara” era visto da Washington come un perno per la penetrazione militare in Africa, per un maggiore accesso alle sue risorse petrolifere in crescita, e per garantirsi un maggiore sostegno da parte dell'Europa.
La vicenda supportava la teoria della connessione tra terroristi afgani e mediorientali con i gruppi magrebini, attraverso i territori del Sahel, nonostante non vi fosse pericolo islamista in loco, e nessuna prova che terroristi dall'Afghanistan avessero preso questa strada. L'intelligence americana potrebbe anzi aver equivocato il soprannome dei Tablighi Jama’at - “i Pakistani” -, dovuto alla sede centrale del movimento.

## Punto di vista algerino
Da parte algerina, Bouteflika vedeva i piani di George W. Bush come un'opportunità per rompere l'isolamento diplomatico e assicurarsi rifornimenti di equipaggiamento militare che Clinton e gli europei gli avevano negato. La manipolazione dei servizi segreti americani da parte degli algerini sembra dovuta alla mancanza di uomini sul campo da parte americana e alla scelta compiacente di spezzoni di intelligence, combacianti con le visioni dell'amministrazione.

## Effetti delle operazioni di controterrorismo nell'area
Il secondo fronte ha creato immensi danni alle popolazioni della regione del Sahara-Sahel; ha creato rabbia, frustrazione, ribellione, instabilità politica e insicurezza nell'intera regione. Il golpe del 2005 in Mauritania, le ribellioni Tuareg in Mali e Niger, le rivolte nell'Algeria meridionale e la crisi politica del Ciad ne sono in vario modo collegati.
Inoltre, la mossa ha distrutto l'industria turistica e tolto i mezzi di sostentamento alle popolazioni, forzando i giovani al contrabbando o all'emigrazione. Il lancio del fronte del Sahara è andato di pari passo con una crescita dei comportamenti repressivi dei governi contro le popolazioni civili. Il collasso del fronte ha quindi portato ad uno scoppio di ribellioni verso questi governi, e ad una crescita di instabilità politica e sicurezza.

## Insurrezione nell'Azauad
L'Azauad è la regione settentrionale del Mali e per tre quarti dell'area è desertica o semi-desertica. Dal 1990 sono scoppiate ciclicamente rivolte tuareg guidate dal movimento separatista dal Movimento Popolare per la Liberazione dell'Azauad ed agirono soprattutto durante la guerra civile del Mali dei primi anni novanta.
Dal 2012 dal Movimento Nazionale di Liberazione dell'Azawad ha ripreso gli scontri. Ha dichiarato unilateralmente la propria indipendenza dal Mali il 6 aprile 2012, dopo violenti combattimenti tra i tuareg, sostenuti dai fondamentalisti islamici dell'Ansar Dine (guidati da Iyad ag Ghali), e l'esercito maliano. I tuareg hanno preso il controllo del territorio e occupato il capoluogo Gao.
Dal dicembre 2012 sono ripresi gli scontri con le forze armate del Mali, e gli islamisti hanno iniziato ad invadere il Sud del Mali. Questo ha portato la comunità internazionale a intervenire (Operazione Serval).

## Fonti
- Jeremy Keenan, "The Collapse of the Second Front", Foreign Policy on Focus, 26 settembre 2006,
- Jeremy Keenan, "Waging War on Terror: the Implications of America's 'New Imperialism' for Saharan Peoples, Journal of North African Studies vol. 10, no. 3 (September-December 2005), p619-648